# رالف كروجر
رالف كروجر (بالألمانية: Ralph Krueger)‏ هو لاعب هوكي الجليد كندي وألماني، ولد في 31 أغسطس 1959 في وينيبيغ في كندا.

## وصلات خارجية
- رالف كروجر على موقع EliteProspects.com (الإنجليزية)
- رالف كروجر على موقع Eurohockey.com (الإنجليزية)
- رالف كروجر على موقع HockeyDB.com (الإنجليزية)
- رالف كروجر على موقع أوليمبيديا (الإنجليزية)